# Buster s'en va-t-en guerre
Pour plus de détails, voir Fiche technique et Distribution.
Buster s’en va-t-en guerre (Doughboys) est un film américain réalisé par Edward Sedgwick, sorti en 1930.

## Synopsis
Enrolé accidentellement dans l'armée américaine, Elmer est envoyé combattre en France, dans les tranchées.

## Fiche technique
- Titre original : Doughboys
- Titre français : Buster s’en va-t-en guerre
- Réalisation : Edward Sedgwick
- Scénario : Richard Schayer, Al Boasberg et Sidney Lazarus
- Direction artistique : Cedric Gibbons
- Musique : Joseph Meyer, Edward Sedgwick et Howard Johnson (en)
- Photographie : Leonard Smith
- Chorégraphies : Sammy Lee (en)
- Pays de production : États-Unis
- Format : Noir et blanc - 1,37:1 - Mono
- Genre : comédie
- Date de sortie :
  - États-Unis : 30 août 1930

## Distribution
- Buster Keaton : Elmer
- Sally Eilers : Mary Rogers
- Cliff Edwards : Cliff Nescopeck
- Edward Brophy : Sergent Brophy
- Victor Potel : Svendenburg
- Arnold Korff : Gustave
- Frank Mayo : Capitaine Scott
- Pitzy Katz : Abie Cohn
- William Steele : Lieutenant Randolph
- Harry Stubbs : un sergent